# Apeadeiro de Marchil

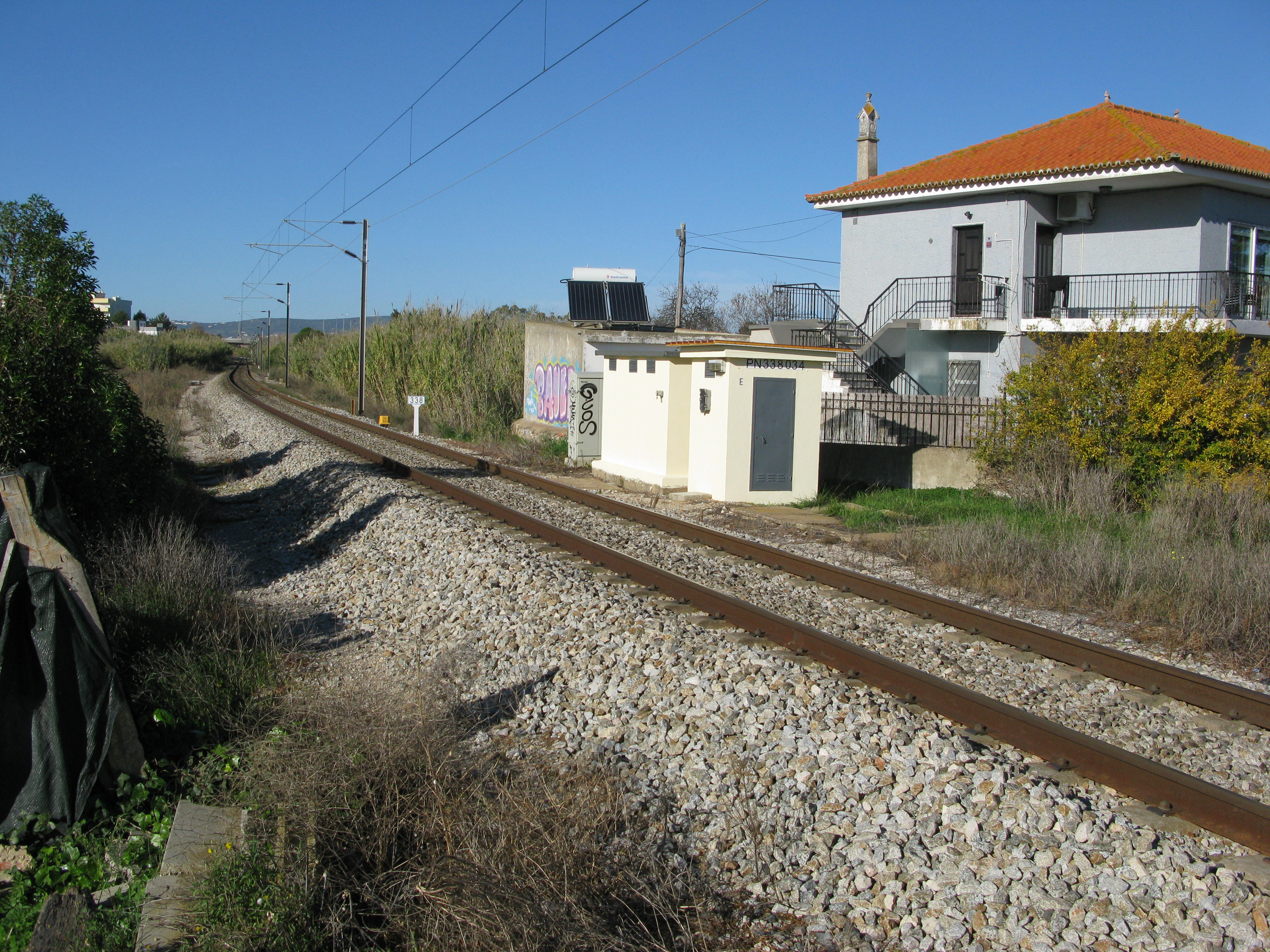
Vestígios do apeadeiro de Marchil, em 2018

O Apeadeiro de Marchil foi uma interface da Linha do Algarve, que servia a zona de Marchil, no concelho de Faro, em Portugal.

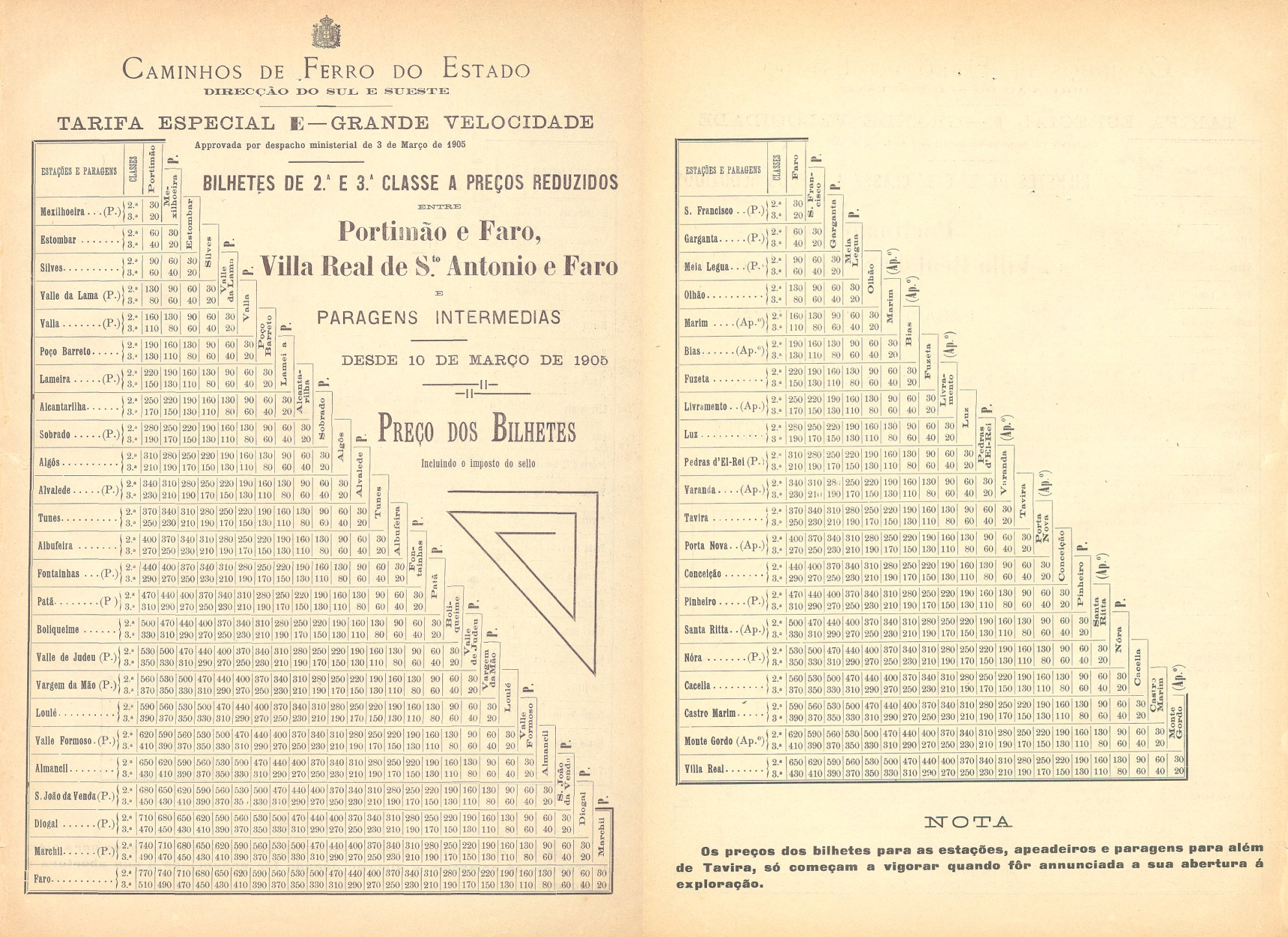
Aviso de 1905 dos Caminhos de Ferro do Estado, onde esta gare aparece com a categoria de paragem.

## História
O apeadeiro fazia parte do lanço da Linha do Algarve entre Tunes e Faro, que foi inaugurado em 1 de Julho de 1889 pela divisão estatal dos Caminhos de Ferro do Sul e Sueste, sendo originalmente considerado como parte do Caminho de Ferro do Sul.

Em 1 de Novembro de 1954, principaram os serviços de automotoras entre Lagos e Vila Real de Santo António, com várias paragens pelo percurso, incluindo no Marchil.